# 戸塚直樹
戸塚 直樹（とづか なおき）は、日本の脚本家。2024年現在は秋田県に在住。つむぎ秋田アニメlabの中核スタッフとしてシナリオを手掛けるほか、同社での制作管理業務も担当している。

## 参加作品

### TVアニメ・ドラマ
- こてんこてんこ
- エンジェル・ハート
- すもももももも 地上最強のヨメ
- キューティーハニー THE LIVE
- 祝!(ハピ☆ラキ)ビックリマン
- はたらキッズ マイハム組
- よくわかる現代魔法（シリーズ構成[1]）
- アイアンマン
- ヘアピンダブル（シナリオ[2]）
- 明治撃剣-1874-（シリーズ構成[3]）
- 転生したら第七王子だったので、気ままに魔術を極めます（シリーズ構成・美術管理）

### 舞台
- テレビ朝日アナウンサー公演 Voice6 ヴィーナス・エスケイプ（脚本協力／劇中歌作詞）

『ヴィーナス・エスケイプ』（劇中歌）
歌：業務命令（竹内由恵、本間智恵、八木麻沙子）、作詞：戸塚直樹、作曲：久野昌宏

### オリジナルビデオ
- T.P.さくら 前編／後編（シリーズ構成）